# Paulina Solís Ocampo
Paulina Solís Ocampo (Tuxtepec, Oaxaca, 22 de junio de 1925-9 de julio de 2023) fue una profesora y coreógrafa mexicana conocida por haber creado la coreografía del popular baile regional Flor de piña.
Fallece el día 9 de julio de 2023, a los 98 años de edad.

## Breve historia del baile Flor de piña
En 1950 empieza a conocerse como Guelaguetza el evento al cual acudían delegaciones de las diferentes regiones del estado de Oaxaca representando elementos culturales y artísticos característicos de su región, tales como música, danza, vestuario, comida, entre otros. La delegación de la región del Papaloapan generalmente era admitida solo como observadora e invitada, dado que sus bailes, vestimenta y música, en sintonía con ciertas tradiciones representativas del estado de Veracruz (como la jarana, los sones jarochos y la indumentaria), fueron descartados como adecuados para aparecer en la Guelaguetza  por ser poco oaxaqueños.
En 1958 el gobernador Alfonso Pérez Gasga comisionó al compositor Samuel Mondragón una partitura, que fue enviada a la región de Tuxtepec con el título Flor de piña. El entonces presidente municipal, Ángel Vidal Brocado, convocó a la profesora Paulina Solís Ocampo para colaborar en la creación de una baile representativo para la región de Tuxtepec, que pudiera ser presentado en la Guelaguetza.
Paulina Solís puso manos a la obra y luego de solo algunos meses diseñó la que a partir de entonces se ha convertido en la coreografía distintiva y tradicional de la región de Tuxtepec. Fue idea suya añadir las piñas al hombro de cada bailarina, así como la de incluir los huipiles tradicionales de las etnias predominantes en la región, la mazateca y la chinanteca, para ataviar a las mujeres que interpretarían el bailable. La profesora detenta hasta el día de hoy los derechos de autor de dicho bailable.
Ese mismo año y con algunas modificaciones y añadidos hechos a medida para el espectáculo de la Guelaguetza, se estrena Flor de piña, con gran éxito, desde entonces ha disfrutado de gran aceptación entre el público estatal, nacional e internacional.

## Labor docente
Paulina Solís Ocampo era profesora de educación primaria en la escuela Francisco I. Madero y maestra de educación artística en la única escuela de educación secundaria de Tuxtepec en 1958, momento en que se le convoca a colaborar en la creación del baile Flor de piña. En su carrera docente se le reconoce haber contribuido a la fundación de la escuela primaria "Apóstol de la democracia", de la primera telesecundaria de Tuxtepec y del Centro de Educación para Adultos.

## Controversia sobre la representatividad del baile
Flor de piña es un baile diseñado ex profeso para el evento cultural denominado Guelaguetza. A pesar de eso, su gran popularidad y la inclusión de elementos tanto de la cultura autóctona (por ejemplo: los huipiles) como de la actual (por ejemplo: las piñas, de las cuales la región se convirtió en productora en tiempos modernos) lo convirtió en una manifestación cultural muy querida para los tuxtepecanos. Sin embargo desde su origen se ha tratado de una manifestación cultural controversial.
Algunas de las críticas se plantean en el sentido de que, a pesar de sus pretensiones de ser un baile representativo de las etnias de la región, los pobladores pertenecientes a los pueblos originarios de la zona, mazatecos y chinantecos, se encuentran frecuentemente excluidos de la representación en la Guelaguetza oficial e incluso se ha criticado a la delegación tuxtepecana por integrar su ballet con prácticas nepotistas y discriminatorias.
Otras críticas señalan que la selección de las representantes de la delegación tuxtepecana debería extenderse a otros municipios, pues se centra en el municipio de Tuxtepec, mientras que la región de Tuxtepec es mucho más amplia. Paulina Solís se ha visto interpelada ante algunas de estas críticas y ante la perspectiva de la sustitución de la delegación de representantes en la Guelaguetza del municipio de Tuxtepec por representantes del municipio de Loma Bonita ha declarado que: "el baile es de Tuxtepec y para Tuxtepec".